# 垂井町立合原小学校
垂井町立合原小学校 (たるいちょうりつあいはらしょうがっこう) とは、岐阜県不破郡垂井町にある小学校である。

## 通学区域
- 垂井町栗原[1]

## 沿革
- 1873年（明治6年） -  不破郡栗原村に省成義校が開校。
- 1874年（明治7年）
  - （時期不明） - 省成義校が省成学校に改称する。
  - 7月 - 不破郡室原村に原成学校が開校。廃院となった知善院を仮校舎とする。
- 1881年（明治14年） - 省成学校が省成小学校に、原成学校が原成小学校に改称する。
- 1885年（明治18年） - 省成小学校と原成小学校が合併。両原小学校となる。
- 1889年（明治22年） - 両原小学校が、栗原村の栗原簡易科小学校と室原村の室原簡易科小学校に分立する。
- 1893年（明治26年） - 栗原簡易科小学校が栗原尋常小学校、室原簡易科小学校が室原尋常小学校にに改称する。
- 1897年（明治30年）4月1日 - 栗原村と室原村が合併し合原村が発足。
- 1900年（明治33年）3月 - 栗原尋常小学校と室原尋常小学校が合併し、合原尋常小学校になる。現在地に新校舎が完成。
- 1901年（明治34年） - 合原尋常高等小学校に改称する。
- 1910年（明治43年）11月3日 - 校舎を増築する。
- 1917年（大正6年） - 農業補習学校を併設する。
- 1941年（昭和16年）4月1日 - 合原国民学校に改称する。
- 1946年（昭和21年） - 不破郡合原村と養老郡日吉村で合日中学校を設立。中等教育（国民学校高等科1・2年）の教育を行う。
- 1947年（昭和22年）4月1日 - 合原村立合原小学校に改称する。合日中学校を廃止。
- 1954年（昭和29年）
  - 11月3日 - 室原地区（旧・室原村）が分離。養老郡高田町、養老村、広幡村、上多度村、池辺村（一部）、笠郷村、小畑村、多芸村、日吉村と合併し、養老町となる。室原地区は引き続き合原小学校へ通学する。
  - 12月1日 ‐ 合原村が垂井町に編入される。同時に垂井町立合原小学校に改称する。
- 1955年（昭和30年）4月1日 ‐ 養老町室原地区が合原小学校校区から養老町立日吉小学校校区に移る。
- 1956年（昭和31年）‐ 校舎を新築する。
- 1985年（昭和60年）1月 - 校舎（鉄筋コンクリート造3階建）、体育館が完成。

## 校訓
よく考える子　はげまし合う子　たくましい子

## 交通
- 東海道本線垂井駅より徒歩55分。
- 垂井町巡回バス栗原・表佐・東線（すこやか号）栗原地区まちづくりセンターバス停より徒歩2分。
- 養老鉄道養老線美濃高田駅より徒歩55分。